# Leptinotarsa
Leptinotarsa es un género de coleópteros de la familia Chrysomelidae. Algunas especies producen la toxina leptinotarsina. Algunas son depredadas por el carábido Lebia.

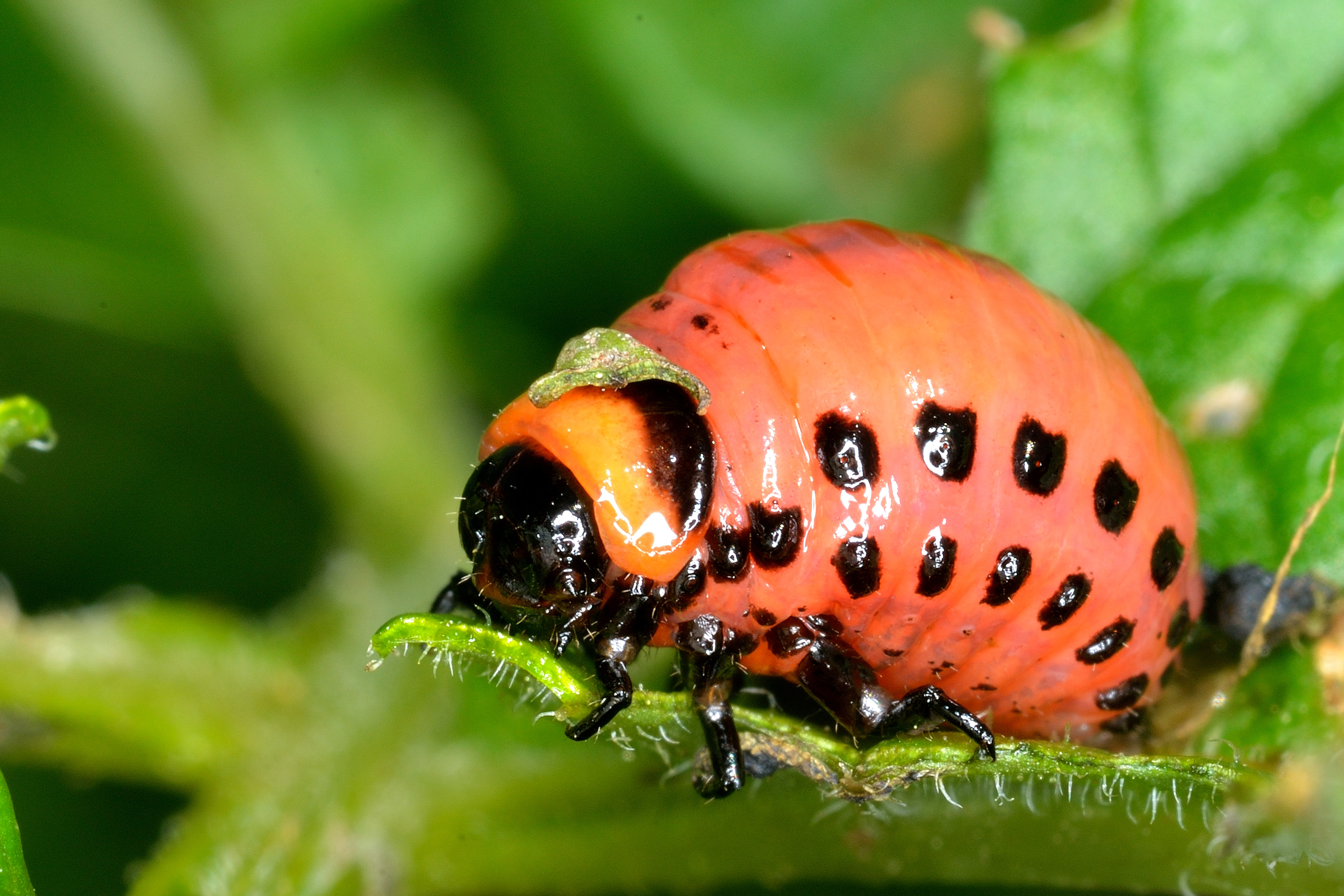
Leptinotarsa decemlineata larva

## Especies
Las especies más conocidas de las más de treinta son:
- Leptinotarsa decemlineata - escarabajo de la patata.
- Leptinotarsa juncta

Las otras especies incluyen:
- Leptinotarsa behrensi
- Leptinotarsa collinsi
- Leptinotarsa defecta
- Leptinotarsa haldemani
- Leptinotarsa lineolata
- Leptinotarsa peninsularis
- Leptinotarsa rubiginosa
- Leptinotarsa texana
- Leptinotarsa tlascalana
- Leptinotarsa tumamoca